# Coco Pops

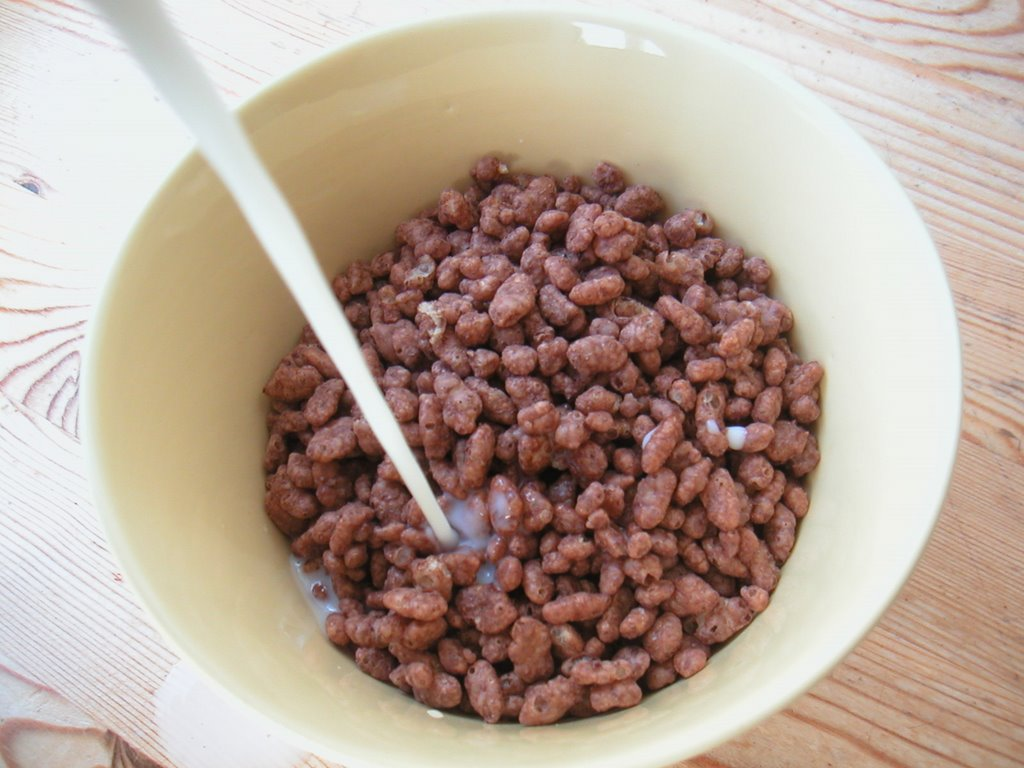
Un bol de Coco Pops avec du lait.

Coco Pops est une marque commerciale de céréales de petit déjeuner appartenant à Kellogg's mise sur le marché en 1958 et en France depuis 1987.
Le nom de ce produit était originellement Choco Pops, puis, en 2003, Choco Krispies est redevenu Choco Pops pour finalement devenir Coco Pops.
La mascotte de cette marque est un petit singe nommé Coco qui, depuis les années 1990, est habillé d'un tee-shirt blanc et d'une casquette bleue.
Fin 2009, les céréales Chocos sont renommées Coco Pops Chocos et la mascotte (ours Chocos) est remplacée par le singe Coco[réf. nécessaire].

## Composition
Riz, sirop de glucose, sucre, cacao maigre en poudre, pâte de cacao, sel, extrait de malt d'orge, arômes, vitamines (niacine, B6, B2, B1, acide folique, vitamine D, B12) et fer.
En 2017, Kellogg's annonce réduire le sucre de 40 % dans la composition du Coco Pops.